# Pterochilus bensoni
Pterochilus bensoni är en stekelart som beskrevs av Giordani Soika. Pterochilus bensoni ingår i släktet Pterochilus och familjen Eumenidae. Inga underarter finns listade i Catalogue of Life.